# 吴亚中
吴亚中（1957年1月—），湖南湘阴人。中华人民共和国政治人物。1982年5月加入中国共产党。重庆建筑工程学院（现重庆交通大学）港口及航道土建工程专业毕业，新加坡南洋理工大学经济学硕士，湖南大学土木工程学院兼职教授。

## 生平
历任湖南省交通科研所水运室主任、办公室主任、副所长、所长，湘耒高速公路公司总监代表，耒宜高速公路公司总经理，湖南省交通厅总工程师，湖南交通职业技术学院党委书记，湖南省高速公路管理局局长，省高速公路建设开发总公司总经理等职。2008年3月任湖南省交通厅厅长，2009年7月湖南省政府机构改革后继续担任湖南省交通运输厅厅长。2010年，接替其担任省高速公路管理局局长的冯伟林被双规后，吴亚中被调离交通系统，改任湖南省发展和改革委员会副主任。